# Giả lõa tùng
Giả lõa tùng hay còn gọi lõa tùng giả (danh pháp khoa học: Thesium psilotoides) là một loài thực vật có hoa trong họ Santalaceae. Loài này được Hance miêu tả khoa học đầu tiên năm 1868.